# The Fate of the Furious
The Fate of the Furious (titulada: Fast & Furious 8 en España y Rápidos y furiosos 8 en Hispanoamérica) es una película de acción estadounidense de 2017 dirigida por F. Gary Gray y escrita por Chris Morgan. Es la octava película de la franquicia The Fast and the Furious. El reparto principal está compuesto por Vin Diesel, Dwayne Johnson, Jason Statham, Michelle Rodríguez, Charlize Theron, Tyrese Gibson, Chris "Ludacris" Bridges, Nathalie Emmanuel, Don Omar, Tego Calderón y Kurt Russell. La película se estrenó el 14 de abril de 2017 por Universal Pictures.
Las preparaciones para el filme comenzaron inmediatamente después del estreno de Furious 7 (2015). En octubre de 2015, después de realizar la película  Straight Outta Compton, F. Gary Gray fue anunciado para dirigir la película en lugar de James Wan, quien había dirigido la película anterior de la saga.

## Argumento
Tras la derrota de Deckard Shaw y Mose Jakande, Dominic "Dom" Toretto y Letty Ortiz están en su luna de miel en La Habana cuando el primo de Dom, Fernando, se mete en problemas debido al dinero del corredor local Raldo. Sintiendo que Raldo es un prestamista, Dom desafía a Raldo a una carrera, enfrentando el auto reelaborado de Fernando contra el de Raldo y apostando su propia tercera generación Chevrolet Impala. Después de ganar la carrera por poco, Dom le permite a Raldo quedarse con su auto, ganándose su respeto, y en cambio deja a su primo con su auto.
Al día siguiente, Dom es abordado por la elusiva ciberterrorista Cipher que lo obliga a trabajar para ella mostrándole una foto invisible. Poco después, Dom y su equipo, compuesto por Letty, Roman Pearce, Tej Parker y Ramsey, son reclutados por el agente de Servicio de Seguridad Diplomática (DSS) Luke Hobbs para ayudarlo a recuperar un EMP de un puesto militar en Berlín. Durante la escapada, Dom se vuelve pícaro, obligando a Hobbs a salir de la carretera y robando el dispositivo para Cipher. Hobbs es arrestado y encerrado en la misma prisión de alta seguridad en la que ayudó a encarcelar a Shaw. Después de que Shaw y Hobbs escapan de la prisión, son reclutados por el agente de inteligencia Sr. Don Nadie y su protegido para ayudar al equipo a encontrar a Dom y capturar a Cipher. Shaw revela que Cipher había contratado a su hermano Owen para robar el dispositivo Nightshade y a Mose Jakande para robar el programa de software de Ramsey, God Eye. El equipo rastrea a Dom y Cipher hasta su ubicación, justo cuando los dos últimos atacan la base, causando lesiones al equipo y robando el Ojo de Dios. Roman sugiere traer a Brian para ayudarlos, pero Letty rechaza la idea ya que acordaron no llevarlo a él y a Mia a ninguna otra misión por el bien de sus hijos.
Cuando Dom cuestiona los motivos de Cipher, ella revela que ha estado reteniendo como rehén a la examante de Dom y agente de DSS Elena Neves, así como a su hijo, de cuya existencia Dom no era consciente. Elena le dice a Dom que quería que él decidiera el nombre del niño, ya que le había dado el segundo nombre de Marcos.
En la ciudad de Nueva York, Cipher envía a Dom para recuperar un balón nuclear en poder del Ministro de Defensa ruso. Antes del robo, Dom evade brevemente a Cipher, con la ayuda de Raldo, y convence a la madre de Shaw, Magdalene Shaw, para que lo ayude. Cipher piratea los sistemas electrónicos de una gran cantidad de automóviles, lo que hace que desactiven el convoy para que Dom pueda tomar el balón. El equipo intercepta a Dom, pero Dom escapa, disparando y aparentemente matando a Shaw en el proceso. Letty alcanza a Dom, pero es emboscada y casi asesinada por el ejecutor de Cipher, Connor Rhodes, antes de que Dom la rescate. En represalia, Cipher hace que Rhodes ejecute a Elena frente a un Dom indefenso.
Dom se infiltra en una base en Rusia para usar el dispositivo EMP para desactivar su seguridad y luego desactivar un submarino nuclear, permitiendo a Cipher secuestrarlo e intentar usar su arsenal para desencadenar una guerra nuclear. Una vez más son interceptados por el equipo, quienes intentan cerrar el submarino y luego se dirigen hacia las puertas que evitarían que el submarino salga a aguas abiertas. Mientras tanto, Shaw, cuya muerte fue fingida, se une a Owen y, a instancias de Magdalena, se infiltra en el avión de Cipher para rescatar al hijo de Dom. Una vez que Shaw informa que el niño está a salvo, Dom se vuelve contra Cipher y mata a Rhodes, antes de unirse a su equipo. Enfurecida, Cipher dispara un misil guía infrarrojo a Dom, pero se separa de su equipo y maniobra a su alrededor, haciendo que el misil golpee el submarino. El equipo forma rápidamente un bloqueo vehicular alrededor de Dom, protegiéndolo de la explosión resultante. Shaw llega al frente del avión y se enfrenta a Cipher, quien salta del avión con un paracaídas.
El Sr. Don Nadie y su protegido visitan a Dom y su equipo en la ciudad de Nueva York para informar que Cipher todavía está en libertad en Atenas. A Hobbs se le ofrece su trabajo de DSS, pero se niega para pasar más tiempo con su hija. Shaw entrega a Dom a su hijo, dejando a un lado sus diferencias con Dom y Hobbs.
Dom nombra a su hijo Brian, después de su amigo y cuñado Brian O'Conner, y celebra con sus amigos.

## Reparto

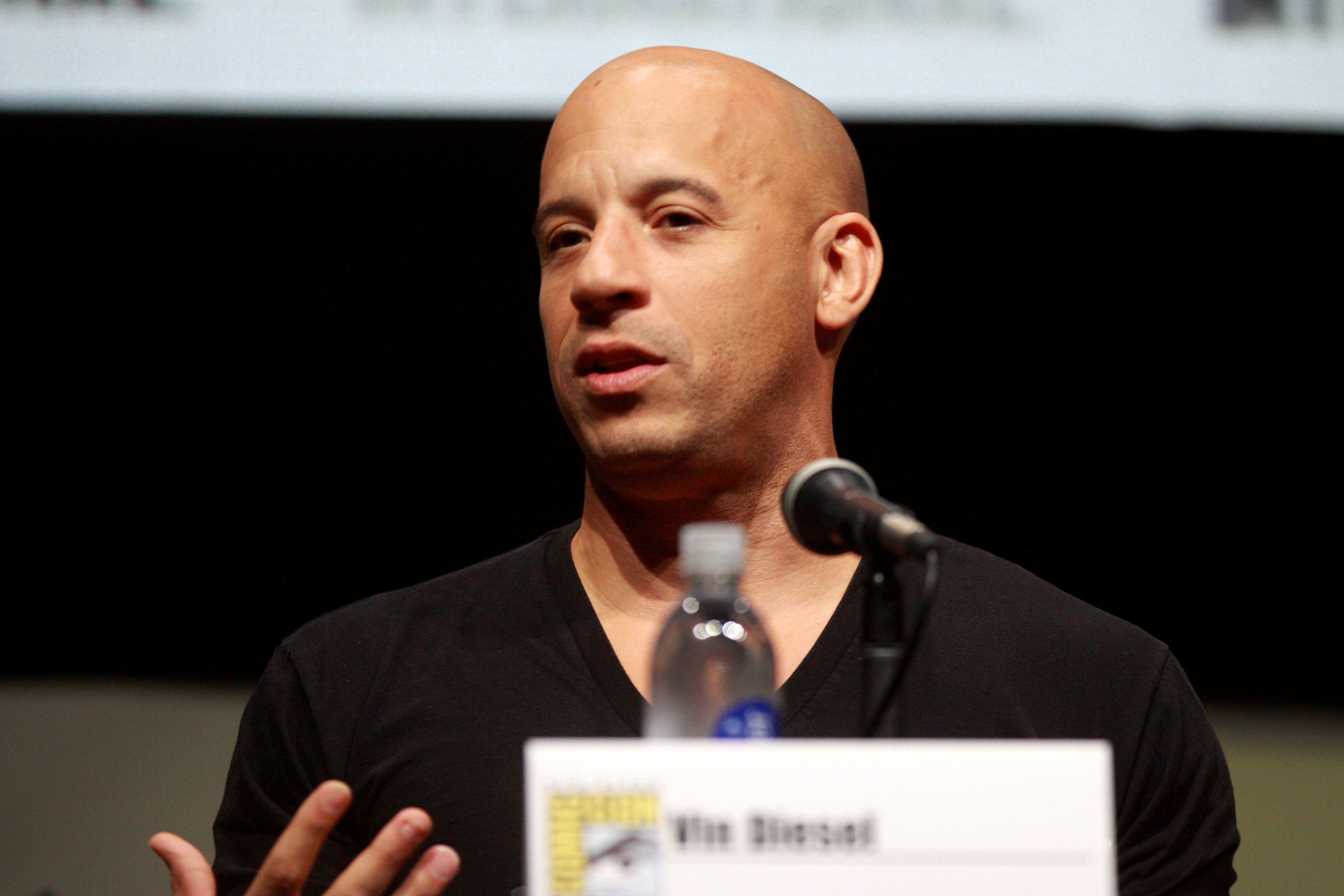
Vin Diesel, principal actor de la película.

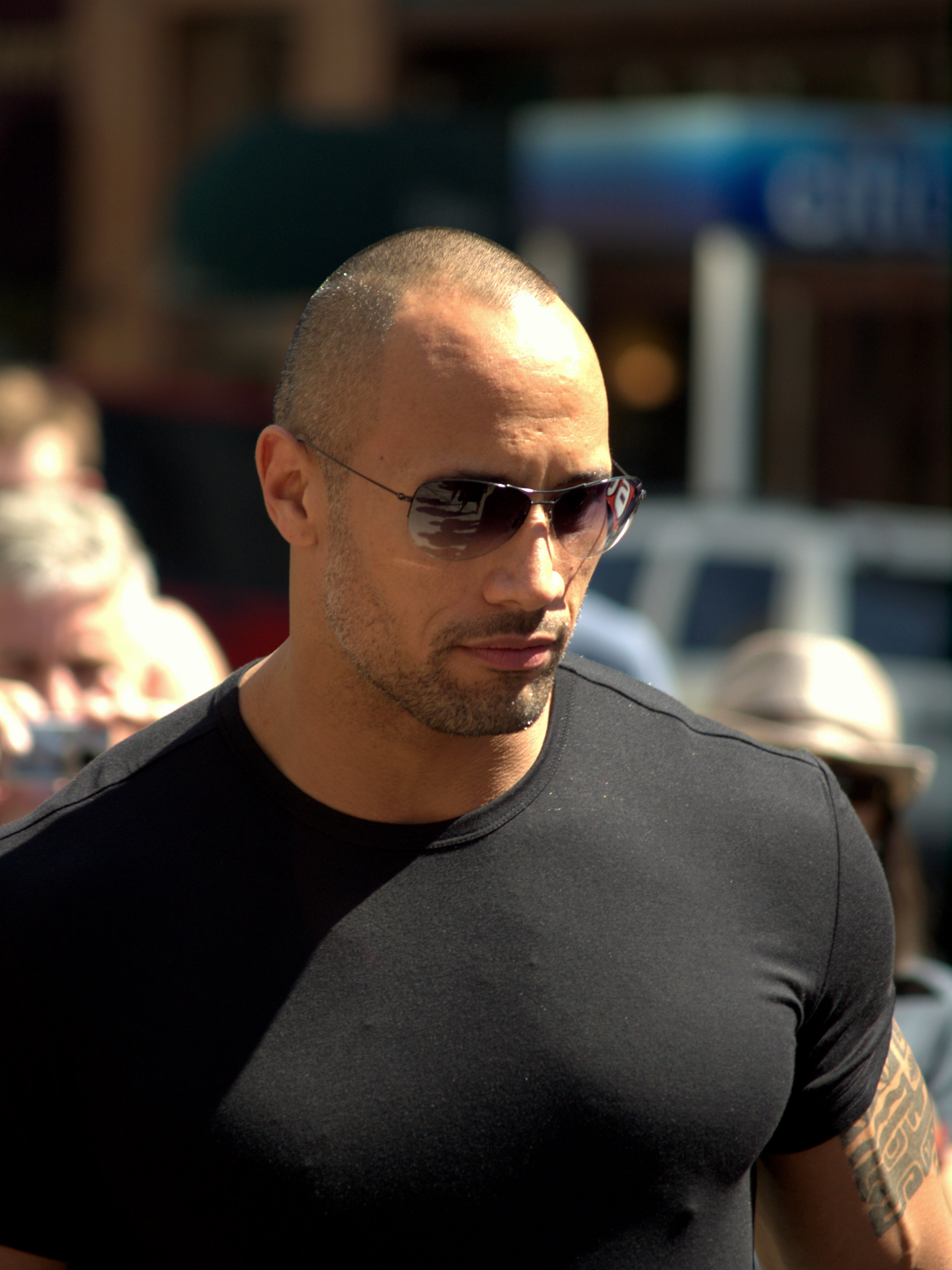
Dwayne Johnson, en su cuarta participación en la saga.

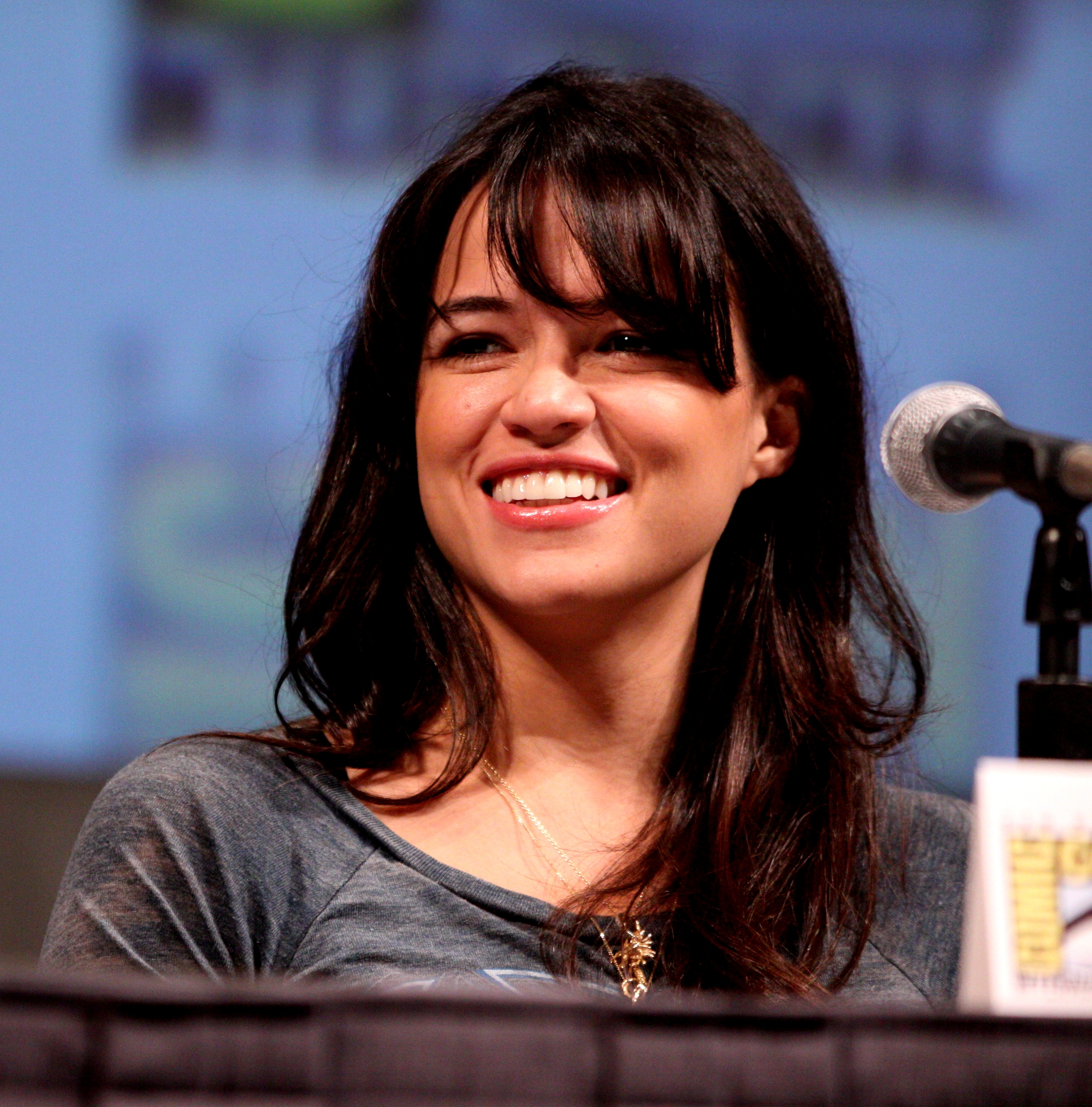
Michelle Rodríguez fue una de las primeras en confirmar la participación en la octava película de la franquicia.

- Vin Diesel es Dominic "Dom" Toretto.[4]
- Dwayne Johnson es Agente Lucas "Luke" Hobbs.[4]
- Jason Statham es Deckard Shaw.[4]
- Michelle Rodríguez es Leticia "Letty" Ortiz.[4]
- Charlize Theron es Cipher.[4]
- Tyrese Gibson es Roman "Rome" Pearce.[4]
- Christopher Bridges es Tej Parker.[4]
- Nathalie Emmanuel es Megan Ramsey.[4]
- Kurt Russell es Agente Frank "Mr. Nobody" Petty.[4]
- Kristofer Hivju es Connor Rhodes.[4]
- Scott Eastwood es Eric "Little Nobody" Reisner.[4]
- Helen Mirren es Magdalene Shaw.[4]
- Elsa Pataky es Elena Neves.[4]
- Luke Evans es Owen Shaw.[4]
- Don Omar es Rico Santos.[4]
- Tego Calderón es Tego Leo.[4]
- Eden Estrella es Samantha Hobbs.[5]

## Doblaje
| Actor                    | Personaje                          | Actor/Actriz de doblaje · México | Actor/Actriz de doblaje · España |
| ------------------------ | ---------------------------------- | -------------------------------- | -------------------------------- |
| Vin Diesel               | Dominic "Dom" Toretto              | Idzi Dutkiewicz                  | Juan Carlos Gustems              |
| Jason Statham            | Deckard Shaw                       | Óscar Flores                     | Juan Antonio Bernal              |
| Dwayne Johnson           | Agente Luke Hobbs                  | Juan Carlos Tinoco               | Jordi Boixaderas                 |
| Michelle Rodríguez       | Leticia "Letty" Ortiz              | Erica Edwards                    | Graciela Molina                  |
| Charlize Theron          | Cipher                             | Graciela Molina                  | Ana María Marí                   |
| Tyrese Gibson            | Roman "Rome" Pearce                | Sergio Gutiérrez Coto            | Carlos di Blasi                  |
| Chris "Ludacris" Bridges | Tej Parker                         | Raúl Anaya                       | José Luis Mediavilla             |
| Nathalie Emmanuel        | Megan Ramsey                       | Carla Castañeda                  | Olga Velasco                     |
| Kurt Russell             | Agente Frank Petty / Sr. Don Nadie | Arturo Mercado                   | Salvador Vidal                   |
| Kristofer Hivju          | Connor Rhodes                      | Rafael Pacheco                   | Rafael Azcárraga                 |
| Scott Eastwood           | Eric "Little Nobody" Reisner       | Víctor Ugarte                    | Carlos Lladó                     |
| Helen Mirren             | Magdalene Shaw                     | Katalina Múzquiz                 | María Luisa Solá                 |
| Elsa Pataky              | Elena Neves                        | Mireya Mendoza                   | Ana Pallejá                      |
| Luke Evans               | Owen Shaw                          | Jorge Badillo                    | Iván Muelas                      |
| Eden Estrella            | Samantha Hobbs                     | Varenka Castillo                 | Elena Barra                      |

## Producción

### Desarrollo
En noviembre de 2014, la presidenta de Universal Pictures, Donna Langley, dijo en una entrevista con The Hollywood Reporter que habría al menos tres películas más en la franquicia Fast & Furious, después de Furious 7 (2015). En abril de 2015, Vin Diesel dijo: "Estaba tratando de mantenerlo cerca del chaleco durante el lanzamiento. Paul Walker solía decir que (una octava película) estaba garantizada. Y de alguna manera, cuando tu hermano te garantiza algo, a veces sientes que tienes que asegurarte de que sucederá... así que si el destino lo quiere, pasará. (Furious 7) fue para Paul, (la octava película) será de Paul".
Diesel habló sobre la posibilidad de una octava película en el programa Jimmy Kimmel Live!. También declaró que la película tendría lugar en Nueva York. El productor de la película, Neal H. Moritz, declaró: "Fast 8 está siendo tentadora para todo de nosotros. Tiene que ser tan buena o mejor que Furious 7". En la CinemaCon 2015 en Las Vegas, Diesel anunció que la película se estrenaría el 14 de abril de 2017. En agosto de 2015, en los Teen Choice Awards 2015, Diesel le dio a la película el título inicial, Fast 8.
En septiembre de 2015, Diesel declaró que el guion estaba casi terminado y expresó interés en que Rob Cohen, quien dirigió la primera película, dirigiera la octava entrega.
En octubre de 2015, Diesel anunció en The Tonight Show Starring Jimmy Fallon que F. Gary Gray, quien dirigió Straight Outta Compton (2015), sería el director de la película. En julio de 2015, Moritz dijo que la presencia de Brian O'Conner sería a través de CGI (imagen generada por computadora). En Furious 7, se había contratado al hermano más joven de Paul, Cody Walker, para completar las escenas debido a la muerte del actor.

### Casting
Diesel, Russell y Michelle Rodríguez fueron los primeros en confirmar su participación en la película, poco después también lo hicieron Tyrese Gibson y Chris Bridges. En mayo de 2015, Dwayne Johnson confirmó su implicación en la película, y unas semanas después Jason Statham también lo hizo. En junio del año 2015, se informó que Eva Mendes regresaría a la franquicia, luego de su función en Más rápido más furioso (2003).
También se informó que la luchadora Ronda Rousey regresaría a la saga, junto con una amiga de la UFC, Joanna Jędrzejczyk. Hecho que después fue desmentido. En noviembre de 2015, Gibson expresó su deseo de la participación de Matt Damon en el filme. Sung Kang y Gal Gadot que interpretaban a Han y Gisele no aparecen ni son mencionados en la película.
Los últimos confirmados para la actuación en la película fueron Charlize Theron, Kristofer Hivju y Scott Eastwood, en abril de 2016.
El rodaje empezó en marzo del 2016, en el lago Mývatn, en Islandia. Luego de la muerte de Paul Walker en noviembre de 2013 (razón por la cual en la película Furious 7 fue necesario terminar el filme con su hermano menor Cody Walker), se rumoreó participaciones de Tanner Foust y Justin Bieber para su reemplazo en Fast 8, pero más tarde se confirmó que Walker no sería reemplazado y de paso confirmaron la unión de Scott Eastwood al elenco en el mes de abril.
El 21 de julio de 2016, durante una entrevista con Chris Mannix, Lucas Black confirmó que no iba a aparecer en la octava película, a pesar de que había firmado un contrato con Universal Pictures para aparecer en las siguientes entregas desde la séptima película. La razón por la cual no estuvo en el rodaje es que desde septiembre de 2014 el actor forma parte de la serie estadounidense NCIS: New Orleans y se le complicaría trabajar entre la serie y la película.

### Rodaje

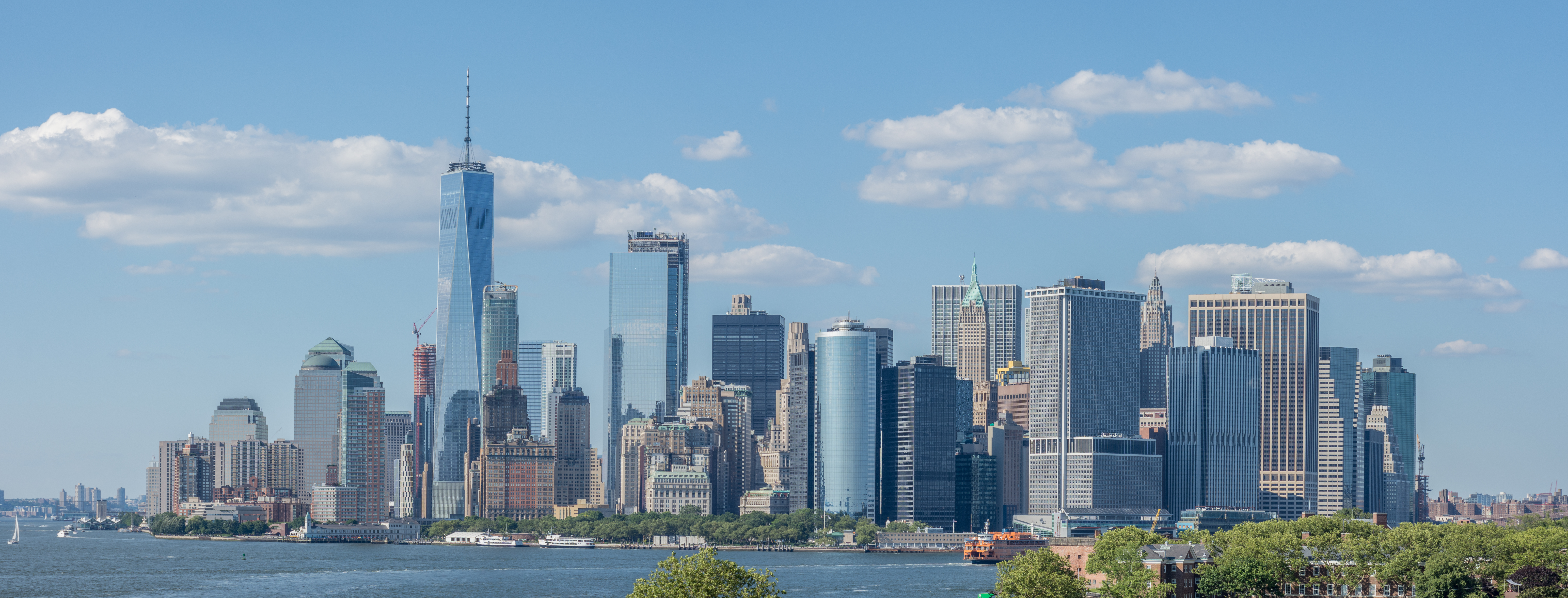
La ciudad de Nueva York es uno de los lugares exóticos de la película.

Conservando la afición de la franquicia por filmar en lugares "exóticos", como Dubái y Río de Janeiro, en enero de 2016, se anunció que Universal buscaba la aprobación de los Estados Unidos y el gobierno cubano para rodar la película en este último, siendo la primera película filmada en este país en aproximadamente 50 años. La fotografía principal empezó el 14 de marzo del 2016, en Mývatn (Islandia), donde los vientos fuertes hicieron volar un objeto de material plástico que golpeó a un caballo local, el cual fue sacrificado horas más tarde. En abril, la filmación comenzó en La Habana, la capital de Cuba.  En mayo, se trasladó para Cleveland, Ohio. El fotógrafo de la franquicia, Stephen F. Windon, confirmó su regreso para esta película. La filmación también tuvo lugar en Atlanta y Nueva York.

### Música
Brian Tyler, quien compuso la partitura de la tercera, cuarta, quinta y séptima cinta, regresó para trabajar en la octava entrega. Un álbum de banda sonora de Atlantic Records fue lanzado el 14 de abril de 2017, coincidiendo con la fecha de estreno de la cinta en Estados Unidos. El álbum con el score original de la película fue lanzado el 27 de abril, por Back Lot Music.

## Automóviles

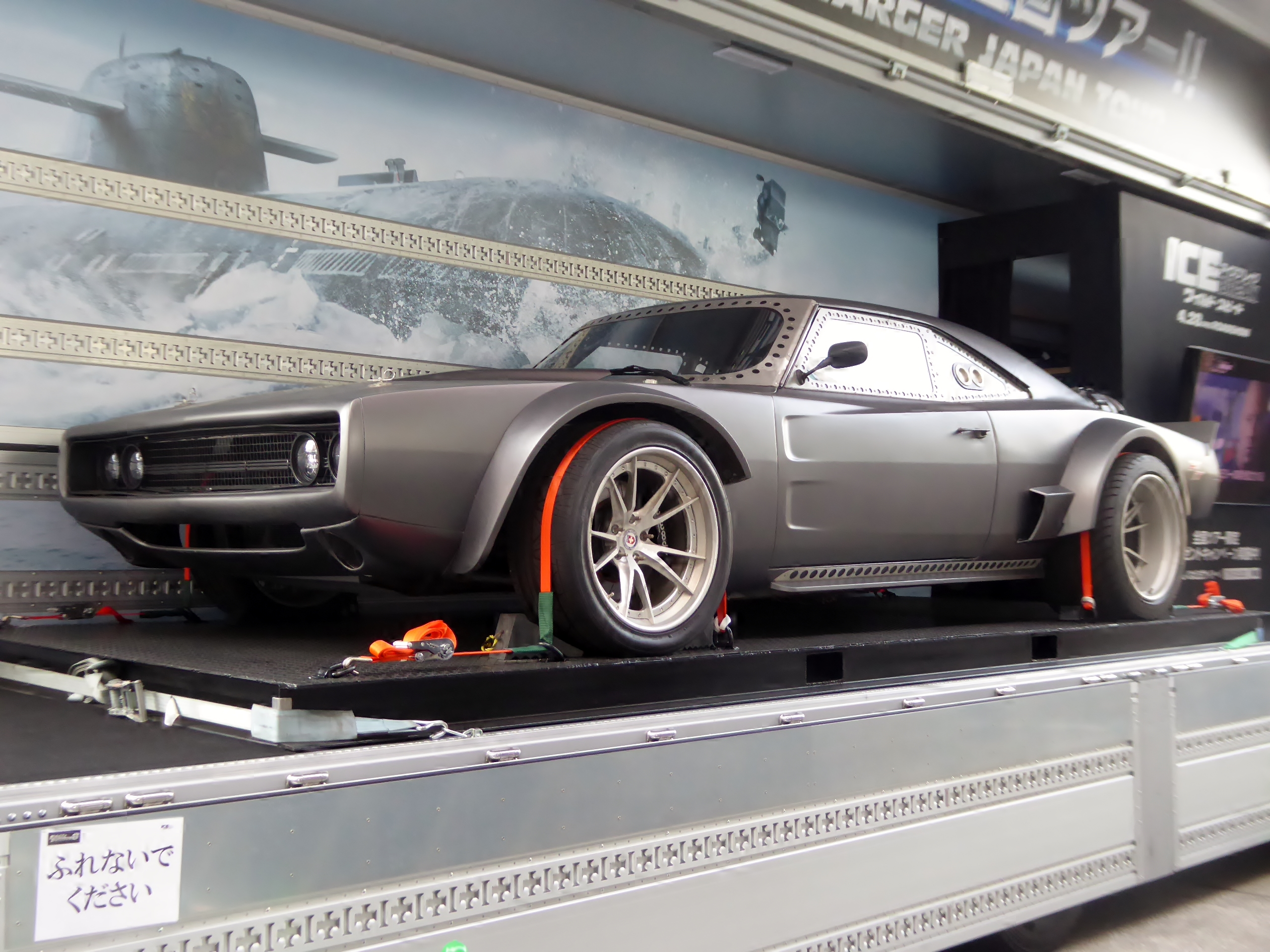
Dodge Ice Charger utilizado en la filmación de la película.

- 1961 Chevrolet Impala de Dominic "Dom" Toretto.
- 1950 Chevrolet Fleetline de Dominic "Dom" Toretto.
- 1984 Land Rover Defender de Cipher.
- 2018 Dodge Challenger SRT Demon (x3) de Dominic "Dom" Toretto, Leticia "Letty" Ortiz, Tej Parker, Megan Ramsey y Roman "Rome" Pearce.
- 2005 International MXT Tactical de Luke Hobbs.
- 1971 Plymouth Road Runner Hemi GTX de Dominic "Dom" Toretto.
- 2017 Subaru BRZ de Eric Reisner / Little Nobody.
- 1966 Chevrolet Corvette C2 Stingray de Leticia "Letty" Ortiz.
- 2015 Mercedes-Benz AMG GTS de Tej Parker y Megan Ramsey.
- 2010 Bentley Continental GT de Roman "Rome" Pearce.
- 2015 Jaguar F-Type R de Deckard Shaw.
- 2010 Lamborghini Murciélago LP 640 de Roman "Rome" Pearce.
- 2016 Subaru Impreza WRX STi de Eric Reisner / Little Nobody.
- Ripsaw de Tej Parker.
- 2006 Dodge Ice Ram de Luke Hobbs.
- 2014 Local Motors Rally Fighter de Leticia "Letty" Ortiz y Megan Ramsey.
- 1968 Dodge Ice Charger R/T de Dominic "Dom" Toretto.

## Estreno
The Fate of the Furious se estrenó por primera vez en Berlín el 4 de abril de 2017, diez días después se proyectó en las salas de cine de todo el mundo, en formatos 2D, 3D, IMAX 3D, y 4DX, aunque se había comenzado a proyectar en algunos países como Australia, el Reino Unido, China, y la India, dos días antes. El film se proyectó el mismo día, en cerca de 1 074 pantallas IMAX alrededor del mundo, lo que la convierte en el estreno más amplio en la historia de este formato.

### Comercial
Hasta el 4 de mayo de 2017, The Fate of the Furious ha recaudado USD 198,6 millones de dólares en Estados Unidos y Canadá, junto con USD 904,3 millones en el resto del mundo, para un total de USD 1,103 millones, contra un costo de producción de USD 250 (USD 350 contando la mercadotecnia). The Fate of the Furious es el estreno mundial más ambicioso de Universal Pictures en la historia de este estudio. La cinta fue estrenada en 64 países el mismo día, incluyendo los mayores mercados (menos Japón), a partir del 12 de abril de 2017, y se esperaba que ganase entre USD 375-440 millones en sus primeros cinco días de exhibición. Al terminar su primer fin de semana en carteleras, la película obtuvo ganancias por USD 539,9 millones en aproximadamente 23 000 pantallas, muy por encima de las proyecciones iniciales, con lo que obtuvo "el mayor estreno mundial en la historia cinematográfica".También marcó la tercera vez que una película gana más de USD 500 millones en un solo fin de semana, después de Star Wars: Episodio VII - El despertar de la Fuerza (USD  529 millones) y Jurassic World (USD 525,5 millones). En IMAX, el film hizo USD 31,1 millones en 1079 pantallas para registrar el debut más grande de abril en cines IMAX y el cuarto más grande de todos los tiempos. En su primer fin de semana, la película ya había superado a Los 4 Fantásticos de Tim Story (330 millones de dólares en 2005) para convertirse en la película de mayor recaudación jamás dirigida por un cineasta afroamericano.
El 30 de abril, cruzó la marca de los mil millones de dólares, convirtiéndose en la primera película (y única) dirigida por un afroamericano en lograrlo; el segundo film de la saga Fast & Furious en cruzar dicha marca (después de Furious 7 de James Wan) y la trigésima película en toda la historia cinematográfica. En la actualidad es la segunda película con mayor recaudación del año, detrás de Beauty and the Beast, la tercera mayor película de acción que no es de fantasía o superhéroes, detrás de Skyfall y Furious 7, y es la película de acción en vivo con mayor recaudación de Universal Pictures, desde Jurassic World en junio de 2015.

## Recepción
The Fate of the Furious recibió críticas mixtas y positivas. En el sitio Tomatazos (Rotten Tomatoes Latinoamérica), el filme tuvo una aprobación de la crítica de un 67% basada en 222 reseñas. El consenso de críticos señaló, "Rápidos y Furiosos 8 abre un nuevo capítulo en la franquicia, mismo que está compuesto por el mismo elenco y los altos niveles de acción que los fanáticos de la franquicia esperan".
La película logró recaudar más de mil millones de dólares en todo el mundo, siendo la segunda de 2017 en superar esta cifra.

## Secuela
El 3 de febrero de 2016, Universal Pictures dio las fechas de estreno de los próximos dos largometrajes de la saga. El primero de ellos se estrenará el 22 de mayo de 2020. Sin embargo por la pandemia de COVID-19, fue movida al 2 de abril de 2021, por toda la preocupación mundial a cerca del COVID-19. Esto se dio a conocer mediante la cuenta de Twitter de la película, que originalmente se estrenaría el 22 de mayo de ese año.